# Synthetic Communications
Synthetic Communications (abrégé en Synth. Commun.) est une revue scientifique bimensuelle à comité de lecture qui publie des articles sous la forme de communications concernant le domaine de la chimie organique.
D'après le Journal Citation Reports, le facteur d'impact de ce journal était de 0,929 en 2014]. L'actuel directeur de publication est Michael Kolb.